# Skënder Rusi
Skënder Rusi (ur. 1952 w Vishocicë, zm. 31 maja 2024) – albański poeta i dramaturg. Część jego sztuk było wystawionych w Teatrze Andon Zako Çajupi w Korczy.

## Życiorys
Ukończył studia filologiczne, następnie w 1984 ukończył dramaturgię.
W latach 1991–1996 pełnił funkcję dyrektora Pałacu Kultury w Korczy, a w latach 1997–2017 był dyrektorem biblioteki miejskiej w tymże mieście.

## Tytuły
W 2021 roku otrzymał tytuł honorowego obywatela Korczy.

## Życie prywatne
Jego synem był Eris Rusi, także pisarz.